# Джузепе Мария Гонзага
Джузепе Мария Гонзага (на италиански: Giuseppe Maria Gonzaga; * 20 март 1690, Гуастала, Херцогство Гуастала; † 15 август 1746, Падуа) от род Гонзага (кадетски клон Гонзага ди Гуастала) е 6-и и последен херцог на Гуастала от 1729 г. до смъртта си. Той е и княз на Сабионета, княз на Боцоло и маркиз на Ористано.

## Произход
Той е най-малкото дете и втори син на Винченцо Гонзага (1634 – 1714), херцог на Гуастала, и на съпругата му Мария Витория Гонзага (1659 – 1707). По бащина линия е внук на Андреа Гонзага, граф на Сан Паоло, и на съпругата му Лаура Криспиано от маркизите на Фузара, а по майчина – на Феранте III Гонзага, херцог на Гуастала, и на Маргерита д’Есте. Има един брат и три сестри:
- Мария Изабела (1680 – 1726)
- Антония (1685 – 1687)
- Елеонора Луиза (1686 – 1742), съпруга на губернатора на Сиена Франческо Мария де Медичи
- Антонио Феранте (1687 – 1729), херцог на Гуастала от 1714, съпруг на Маргерита Чезарини и на Теодора фон Хесен-Дармщат

## Биография
През 1714 г. Джузепе се премества от Гуастала в Кралство Неапол, за да завладее териториите на баща си (Графство Сан Паоло). Още в първите месеци на следващата година обаче той се завръща на север, във Венеция, след като подписва пълномощно в полза на леля си Елеонора Гонзага, игуменка в неаполитански манастир. Във Венеция Джузепе е наблюдаван от слугите на брат си Антонио Феранте поради нарастващите си симптоми на деменция: полупаралитичен, той има много тикове и мании; избухва в сълзи за най-малкото нещо и толкова се страхува от смъртта чрез покушение, че не излиза от стаята си.
Изгнанието му във Венеция приключва едва на 30 април 1729 г., когато Джузепе трябва да се върне в Гуастала, за да я завладее поради внезапната смърт на брат му без наследници. Новият херцог пристига в Гуастала в такова физическо и психическо състояние, което го прави невъзможно ефективно да упражнява властта, която остава твърдо в ръцете на министър-председателя, граф Помпонио ди Спилимберго. Въпреки това това му състояние е добре известно и във Виена (Гуастала е имперски феод), дотолкова че само пет дни след поемането на властта (5 май 1729 г.) императорският двор изпраща свой собствен инспектор, за да провери дали Джузепе е подходящ за херцогската корона. Това посещение обявява, че херцогът е способен да се подобри и затова не е свален; като предпазна мярка обаче императорският двор урежда брака му с германската принцеса Елеонора Карлота от Шлезвиг-Холщайн-Зондербург-Глюксбург, дъщеря на херцог Леополд фон Шлезвиг-Холщайн-Зондербург-Визенбург и Мария Елизабета фон унд цу Лихтенщайн: бракът е сключен на 29 март 1731 г.
С избухването на Войната за полското наследство (1733 г.) Италия се превръща в бойно поле. Въпреки че Гуастала обявява своя неутралитет, това не е спазено от френско-испано-сардинците, които се стремят да придобият укрепения град Гуастала като база за техните операции срещу австрийците в Северна Италия. Още в края на 1733 г. херцогинята, поради благоразумие, се оттегля във Венеция със съпруга си: няколко месеца по-късно градът е превзет от франко-сардинците, командвани от Карл Емануил III Савойски, който се сблъсква с австрийците през битката при Гуастала (19 септември 1734 г.): след победата на франко-сардинците градът остава в техни ръце до 1736 г., когато е върнат на законните херцог, който се завръща там с ангажимента да поддържа испански гарнизон в града. Херцозите си връщат владението на херцогство в руини, опустошено от войната, смазано от задължението да поддържа тежкия испански гарнизон: херцогинята, с подкрепата на Виена, успява да изгони премиера Спилимберго (1739 г.) и да получи за себе си регентството на недееспособния си съпруг. 
През 1746 г. Гуастала отново участва в европейските конфликти по време на Войната за австрийското наследство: имперските войски на Мария Терезия и Карл Емануил III (този път съюзник на Империята) бомбардират града, за да прогонят испанския гарнизон, и го окупират (3 април 1746 г.). Малко преди това херцозите бягат в Падуа, откъдето Джузепе никога не се връща. Всъщност той умира на 15 август от инсулт на 56 г. Понеже той няма деца, Гуастала е отстъпена на Свещената Римска империя в лицето на Мария Тереза Австрийска като императрица и херцогиня на Милано. С Аахенския мирен договор (1748 г.) херцогството става част от Херцогство Парма, с което Гуастала остава свързана до 1847 г., когато преминава под контрола на Херцогство Модена и Реджо, докато Сабионета, която от 1703 г. принадлежи на херцозите на Гуастала, е събрана отново в Мантуа.